# Theodor-Körner-Preis (DDR)

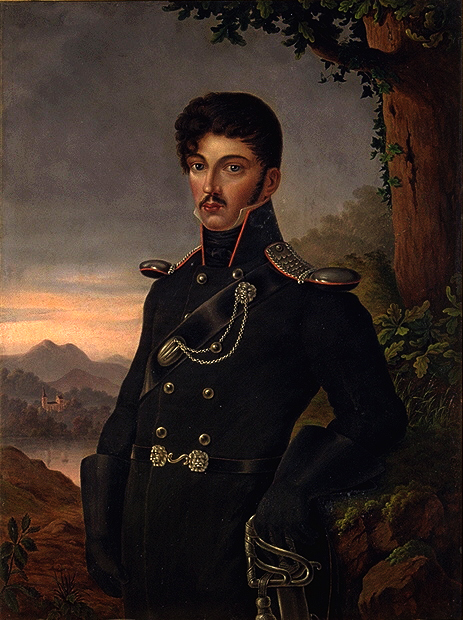
Theodor Körner, porträtiert von seiner Tante Dora Stock, 1813/1814.

Der Theodor-Körner-Preis war eine staatliche Auszeichnung der DDR, die für kulturelle Leistungen im Zusammenhang mit den bewaffneten Organen vergeben wurde. Die Preisträger erhielten eine tragbare Medaille, eine Urkunde und eine Geldzuwendung.

## Geschichte
Der 1970 durch den Ministerrat der DDR gestiftete Preis war nach dem Dichter Carl Theodor Körner benannt. Er wurde verliehen für hervorragende Leistungen bei der Schaffung oder Interpretation von Kunstwerken, die zur Stärkung der Verteidigungskraft der DDR beitragen, und für besondere Verdienste bei der Förderung und Entwicklung des künstlerischen Schaffens und der kulturellen Tätigkeit in der Nationalen Volksarmee, in den Grenztruppen der DDR und den anderen bewaffneten Organen der DDR.

## Preisträger
1971: Harry Thürk, Hans Eickworth, Heinz Senkbeil
1973: Günther Brendel, Karl-Heinz Räppel
1974: Erwin Geschonneck, Bernhard Heisig, Heinz Kruschel
1975: Armin Mueller-Stahl
1976: Hans Räde, Manfred Schmiedel (Major a. D. der VP und Chorleiter)
1977: Ernst Fechter
1978: Heinz Schulz
1979: Armin Münch
1980: Harry Thürk, Horst Bastian
1981: Hans-Peter Minetti
1982: Wolfgang Altenburger, Herbert Schauer, Wolfgang Heinz und das Kollektiv der Krimiserie Polizeiruf 110 (Lothar Dutombé, Hans Joachim Hildebrandt und Helmut Krätzig)
1983: Henryk Berg, Wilfried Falkenthal (Maler und Grafiker), Winfried Freudenreich (Regisseur des Erich-Weinert-Ensemble), Eberhard Heinrich, Werner Jüngling (Volkskunstschaffender), Werner Neubert, Elfriede und Wilfried Thom (Verfasser der Reportage „Rückkehr ins Leben“), Klaus Ulrich, das Kollektiv der Gruppe „Dokument“ von DEFA und Filmstudio der NVA, das Gestalterkollektiv „Militärische Zeremonielle“ (darunter die Regisseure Uwe Belz und Siegbert Fischer sowie der Militärmusiker Gerhard Baumann)
1984: Heinz Arenz (Komponist), Friedrich Hitz, Wilfried Homuth, Walter Kreisel, Günter Karau, Kurt-Hermann Kühn, Guido Masanetz, Peter Muzeniek, Helmut Nier, Annemarie Wesenberg (Malerin und Grafikerin), Axel Wunsch, Karl Wurzberger (Schriftsteller)
1985: Hans Bentzien
1986: Günther Rechn, Hans-Joachim Hoffmann, Gisela Steineckert, Helga Göring, Fred Delmare, Wolfgang Greese, Heinz Werner, Werner Schwarz
1987: Gisela May, Werner Bauer (Schriftsteller), Oberstleutnant der Reserve Egbert Freyer (Schriftsteller), Oberst der VP a. D. Rudolf Kranhold, Peter Paasch, Lothar Weber, Eva Stein, Leutnant der Reserve Diethardt Schneider (beide Filmschaffende), Claus Dobberke, Klaus Schleiff, Joachim Arlt, Wolfgang Harkenthal, Korvettenkapitän a. D. Günther Neumann, Oberstleutnant der Reserve Werner Seelinger sowie Kollektive aus Mitgliedern der Kulturbund-Kreisorganisationen und Mitgliedern des Drushba-Ensembles Magdeburg
1988: Uwe Berger, Otto Bonhoff, Ursula Bonhoff, Karl Fischer, Jan Flieger
Jahr der Verleihung unbekannt, vermutlich 1989: Ralf-Jürgen Lehmann